# Atractides phenopleces
Atractides phenopleces är en kvalsterart som beskrevs av Marshall 1915. Atractides phenopleces ingår i släktet Atractides och familjen Hygrobatidae. Inga underarter finns listade.